# Aleksandr Al'metov
Aleksandr Davletovič Al'metov (in russo Александр Давлетович Альметов?; Kiev, 18 gennaio 1940 – Mosca, 18 gennaio 1992) è stato un hockeista su ghiaccio sovietico.

## Palmarès

### Olimpiadi invernali
- Oro a Innsbruck 1964.
- Bronzo a Squaw Valley 1960.

### Mondiali
- Oro a Stoccolma 1963.
- Oro a Innsbruck 1964.
- Oro a Tampere 1965.
- Oro a Lubiana 1966.
- Oro a Vienna 1967.
- Bronzo a Squaw Valley 1960.
- Bronzo a Ginevra-Losanna 1961.